# Trudy Mackay
Pour les articles homonymes, voir Mackay.
Trudy Frances Charlene Mackay est une généticienne écossaise, née le 10 septembre 1952 spécialisée dans la génétique quantitative. Elle est professeure à l'Université d'État de Caroline du Nord, à Raleigh. Elle est connue pour avoir élaboré un panel de référence génétique de la drosophile.

## Biographie
En 1974, elle obtient son baccalauréat universitaire en sciences et sa maîtrise universitaire ès sciences en 1976 en biologie à l'Université Dalhousie. En 1979, elle soutient sa thèse en génétique à l'Université d'Édimbourg. 
Elle a été élue membre de la Royal Society en 2006. 
Elle a reçu la médaille de la société américaine de génétique en 2004 et le Prix Wolf d'agriculture en 2016.